# Castelinho do Flamengo
O Castelinho do Flamengo, que abriga o centro cultural Oduvaldo Vianna Filho, é uma construção tombada pela prefeitura do Rio de Janeiro, no Brasil e um ponto turístico e cultural do bairro do Flamengo. Tombado em 1983  pelo Instituto Rio Patrimônio da Humanidade (IRPH), devido ao seu valor histórico.

## Histórico
Originalmente projetado pelo arquiteto italiano Gino Copede e executado pelo arquiteto brasileiro Francisco dos Santos, iniciou suas obras em 1916 e finalizado em 1918 para se tornar a residência do comendador Joaquim da Silva Cardoso, um dos fundadores e presidente do atual Sindicato da Indústria da Construção Civil no Estado do Rio de Janeiro, e de sua esposa Carolina. Joaquim era um rico construtor português, à época foi responsável por várias construções de palacetes para a sociedade carioca.
Alguns anos depois, a edificação foi transferida para um novo proprietário, Avelino Fernandes, e serviu como residência de sua família, sua esposa Dona Rosalina Feu Fernandes e a sua filha Maria de Lourdes Feu Fernandes. Foi palco de várias grandiosas e memoráveis festas nesta época.
O casal faleceu em 1932 e em 1964, o casarão já consta como propriedade do senador Mendonça Martins, que ao morrer, o deixa como herança para cinco herdeiros. O prédio ficou abandonado enquanto resolviam alguns empecilhos jurídicos, o inventário demorou dez anos para ser concluído.
Em virtude disso, a edificação foi várias vezes invadida e ocupada por moradores de rua. Um grupo de universitários tentaram também transformar o edifício em um centro de ciências e tecnologia.
Finalmente, na década de 1980 o imóvel foi tombado com os esforços do escritor Pedro Nava, na época Presidente do Conselho Municipal de Proteção ao Patrimônio Cultural, em conjunto com o ex-Prefeito Julio Coutinho.
Atualmente é um centro de cultura, com uma videoteca que dispõe de mais de 1 500 títulos em acervo e de catorze cabines individuais para vídeo e tevê a cabo. No segundo andar, está o auditório Lumiére, com capacidade para quarenta lugares e mais duas salas para cursos e workshops e uma sala para exposições; na torre (quarto andar), há o espaço coringa, uma sala de leitura de textos dramatizados.

## Arquitetura

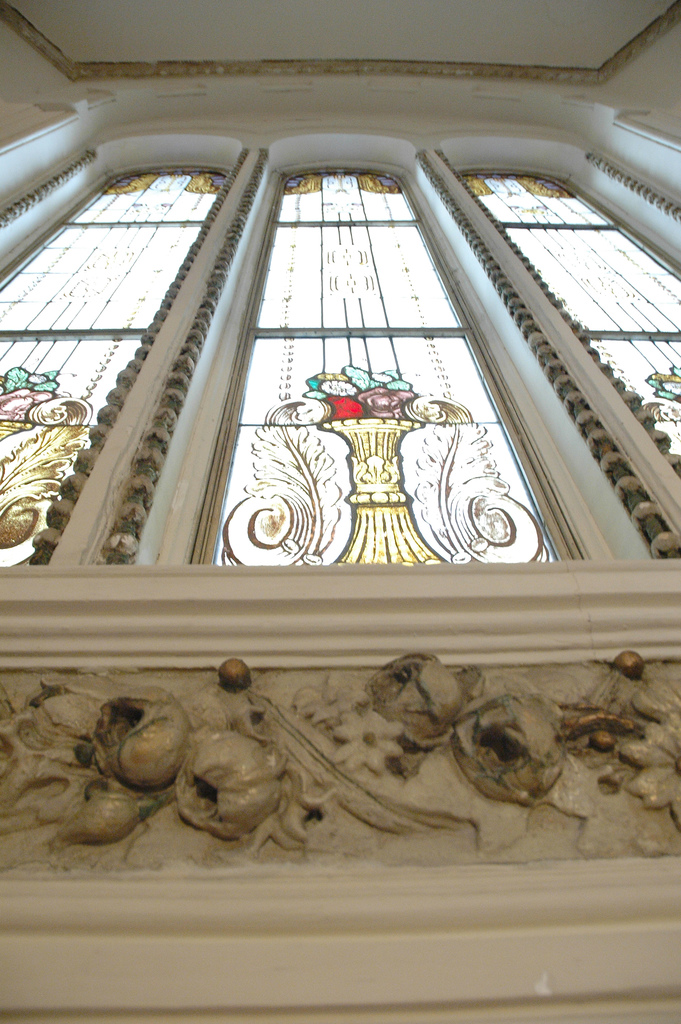
Vitrais do Castelinho do Flamengo

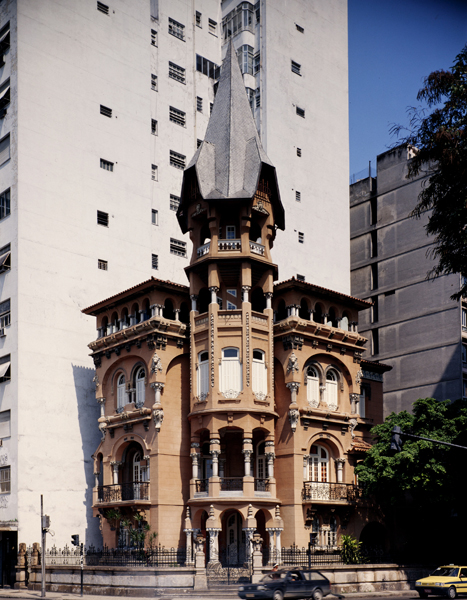
Fachada Castelinho do Flamengo

O Castelinho do Flamengo foi construído em estilo eclético, misturando diversas características como a arquitetura italiana, o art noveau, neobarroco, rococó, neogótico francês e entre tantos outros.  O arquiteto italiano Gino Copede fez seu trabalho sem vir ao Rio, enviando as plantas para o arquiteto Francisco dos Santos executar o trabalho.
Possui três pavimentos e um terraço coberto por um torreão com dois estágios de mirante. Há também um edifício anexo, com uma garagem no pavimento térreo e cômodos na parte superior do sobrado.
É decorado por vitrais, azulejos, esculturas de anjos e divindades, paredes com frisos, colunas, portas com janelas de cristal, adornos em terracota e escadaria de madeira em seu interior. O pavimento nobre possui gradis com abelhas estilizadas e estuques com figuras humanas.  
A fachada é ricamente decorada com rostos femininos e em seus cantos, estão dispostas cabeças de felinos que merecem atenção. 
Também merece destaque seu portão de ferro em forma de borboleta.
Seu telhado é composto por telhas francesas.

## Restauração
Após tombamento do imóvel, para tornar um centro cultural foi necessário restaurar a construção, principalmente a parte interior. As obras de restauração custaram um milhão e duzentos mil dólares.

## Centro Cultural Municipal Oduvaldo Vianna Filho
O Centro Cultural Municipal Oduvaldo Vianna Filho ocupa a propriedade atualmente e oferece aos seus visitantes:
- Sala Vianinha - exibe uma exposição permanente de Oduvaldo Vianna Filho, com fotos, pôsters de algumas de suas peças e filmes
- Midiateca - através de um cadastro, o visitante pode consultar gratuitamente seu acervo de cerca de 750 títulos
- Auditório - pequeno auditório com quarenta lugares
- Espaço - possui três pequenas galerias e três salas para debates e oficinas